# Amy Yasbeck
Amy Marie Yasbeck, född 12 september 1962 i Cincinnati, Ohio, är en amerikansk skådespelerska.

## Roller i urval
- 1986–1987 – Våra bästa år (TV-serie) (30 avsnitt)
- 1987 – Titta vi spökar 2
- 1990 – Pretty Woman
- 1990 – Satungen
- 1991 – Satungen 2
- 1993 – Robin Hood – karlar i trikåer
- 1994 – The Mask
- 1994–1997 – Vingar (TV-serie) (74 avsnitt)
- 1995 – Dracula – död men lycklig
- 2003 – Just Shoot Me! (TV-serie) (1 avsnitt)
- 2010 – Hot in Cleveland (TV-serie) (1 avsnitt)
- 2016 – Pretty Little Liars (TV-serie) (1 avsnitt)